# Herincx

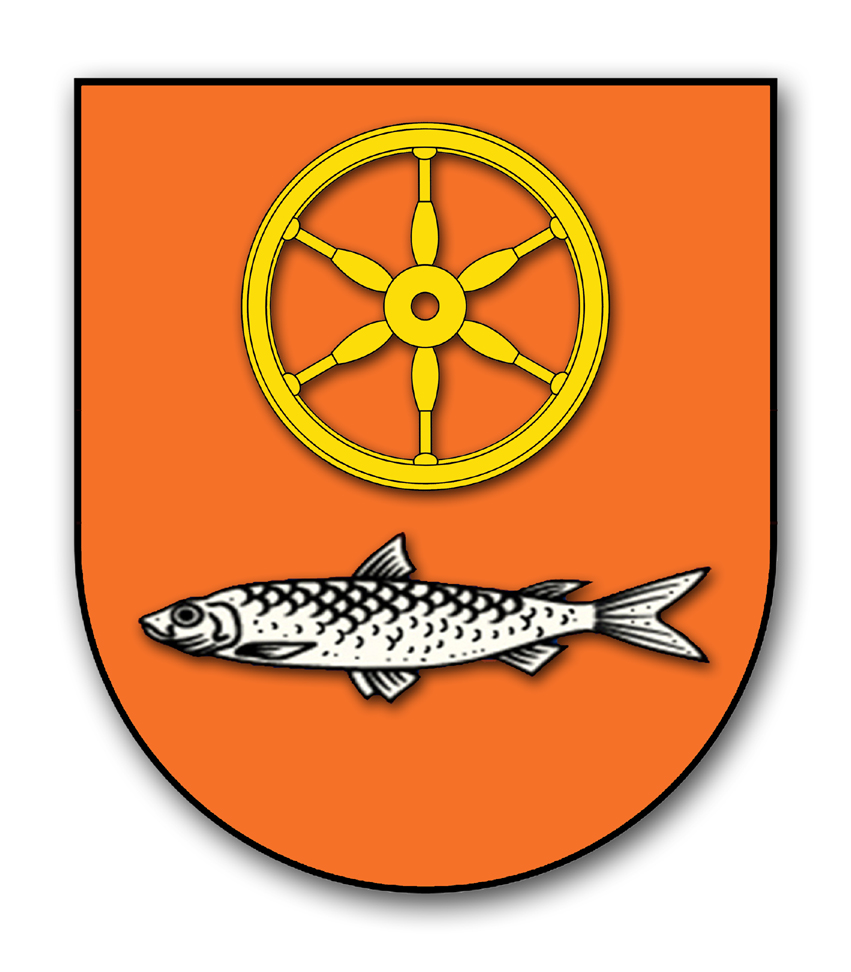
O mais antigo brasão Herincx, documentado com Goeswijn Herincx no século XIV. Mais tarde surgiram variantes.

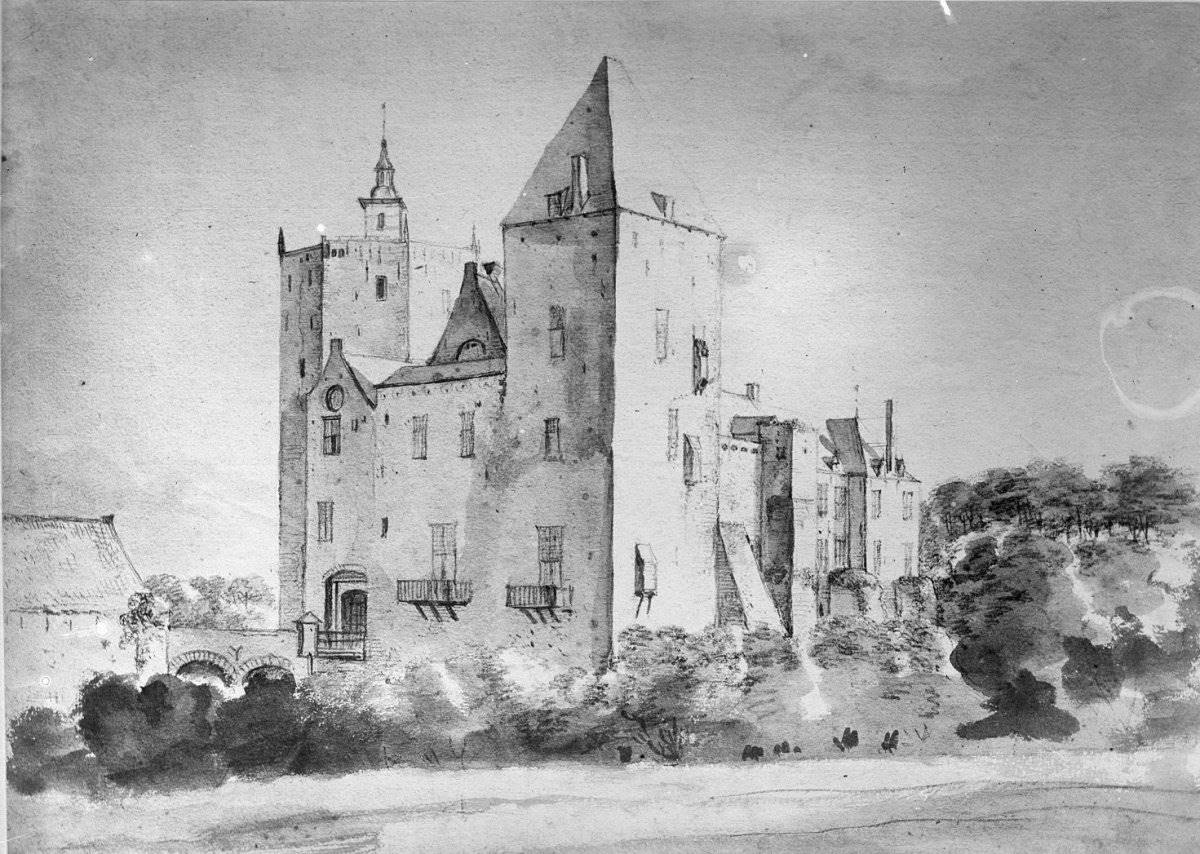
O Castelo de Heusden antes de sua destruição.

Herincx é uma família nativa da Holanda que exerceu significativa influência social, econômica e política na província do Brabante do Norte entre os séculos XVI e XVIII.

## Origens
Por muito tempo considerou-se que a família descendia dos condes de Kleef (Cleves) e Teisterbant, mas essa tradição tem sido questionada em estudos recentes. Os registros seguros iniciam começo do século XII, quando a família é documentada como senhora dos feudos de Heusden e Heesbeen na região entre os rios Reno e Meuse, sendo vassalos dos condes da Guéldria e de Cleves. Arnout I de Heusden é o mais antigo senhor de Heusden documentado com segurança, morto em 1168. Tendo casado com Justine, foi pai de Arnout, Robert, cavaleiro, provável patriarca dos senhores de Drongelen, e Jan I.
Jan I sucedeu o pai nos senhorios mas teve suas terras e castelo arrasados pelo duque de Brabante como represália pelo ataque à cidade ducal de ‘s-Hertogenbosch realizado pelos condes da Holanda e da Guéldria, que eram aliados da família Heusden, embora Jan não tivesse participado do ataque. Jan reconstruiu a cidade e ergueu um novo castelo mais ao norte, o que assegurou paz e prosperidade à família por mais de um século, tornando-se uma das mais ricas e influentes da região.
A linha principal se extinguiu em 1300 com a morte de Jan V, último senhor de Heusden e Heesbeen, que não deixou descendência masculina. A família, no entanto, sobreviveu num ramo menor, radicado em Elshout, que não herdou os senhorios, confiscados pelo duque do Brabante após a morte de Jan V. O castelo de Heusden, que era a sede da família, foi destruído por uma devastadora explosão do seu depósito de pólvora em 1680, que também destruiu parte da cidade que se formara em seu redor, a Nova Heusden. Do castelo só restam as fundações.

## Herincx
A genealogia antiga da família é fragmentária, e embora seja seguro que descendem dos senhores de Heusden, o fundador do sobrenome Herincx é mal conhecido. Parece ter sido Goeswijn Henricx, dono de um açougue e membro da Ilustre Fraternidade de Nossa Senhora de 's-Hertogenbosch em 1379. Casou com Heylwigis Gasteldonck e faleceu em 1420. Sua família entrou na burguesia e fez parte da elite da cidade, ganhando riqueza como fabricantes e comerciantes de azeite, sabão e tecidos e como tintureiros, além de produzirem vários políticos.
Ghysbert Willems Herincx, filho de Willem, nasceu em torno de 1475, foi fabricante de azeite, coletor dos impostos municipais sobre o guindaste, as madeiras e estradas, schepen (conselheiro) em nove mandatos consecutivos entre 1538 e 1546 (os mandatos eram anuais), em c. 1540 era um dos "homens bons" (patrícios) e rentmeester (administrador ducal) da cidade, em 1543 foi chanceler adjunto, e em 1547 era membro da Comissão Fiscal formada para solucionar o problema da dívida pública. Seu neto Jan seguiu no negócio familiar e teve o filho Ghysbert, também fabricante de azeite, que morou um tempo em Amsterdã e depois voltou para sua cidade, onde foi conselheiro em 1629. Guilliam, irmão de Jan, diversificou os negócios e passou a produzir também sabão, com o qual ganhou uma fortuna.

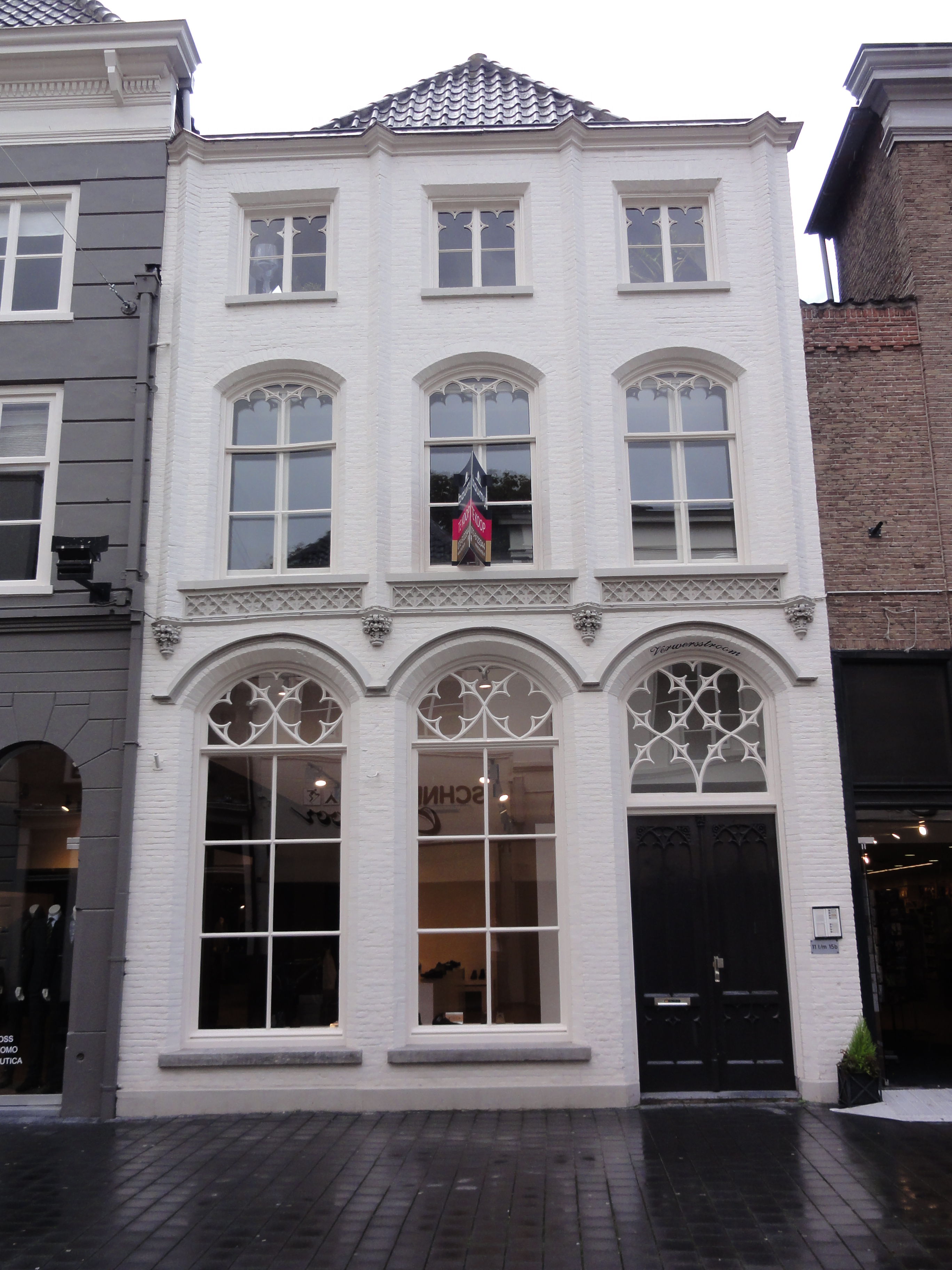
Casa St. Jacob, que pertenceu à família e hoje é Monumento Nacional.

Henrick Willemszoon Gijsbert, filho de Willem Gijsbert, mudou-se para Helmond, onde manteve um comércio de tecidos e fundou uma tinturaria. Nesta época a tinturaria era um negócio altamente lucrativo, e os tintureiros, que adquiriram grande influência na economia regional, praticamente monopolizaram as principais posições na administração pública. A partir de 1564 Henrick foi várias vezes reitor da Guilda dos Tintureiros, sendo recebido na burguesia de Helmond em 1591. Envolveu-se na política e assumiu um mandato no Conselho, falecendo por volta de 1600 em 's-Hertogenbosch.
Um de seus filhos, Judocus I, continuou o ofício do pai em Helmond com sucesso e foi pai de Hendrik, tintureiro e administrador da igreja de Helmond, Joannes, conselheiro em 1680, e Judocus II, tintureiro. Henricus, neto de Hendrik, foi mestre peleteiro, burgomestre em 1693-94, secretário municipal em 1697, conselheiro por muitos anos, presidente do Conselho de 1698 a 1703 e de 1714 a 1717.
Marcelis, irmão de Judocus I, viveu em Eindhoven, onde a família também ganhou proeminência. Foi um importante tintureiro e comerciante de tecidos, adquirindo em 1614 pela fortuna de 3.290 florins uma tinturaria já aparelhada, e depois a ampliou com um anexo. Embora comercializasse tecidos de linho, ele só tingia lã. Desejando ganhar mais este mercado, em 1642 estabeleceu uma sociedade com um capital de 32 mil florins com sua nora Catharina, filha do rico tintureiro Melchior Donkers. Marcelis foi figura destacada em sua cidade, tanto pela grande empresa que montou como por sua atuação política, sendo conselheiro e presidente do Conselho, falecendo em 1650.

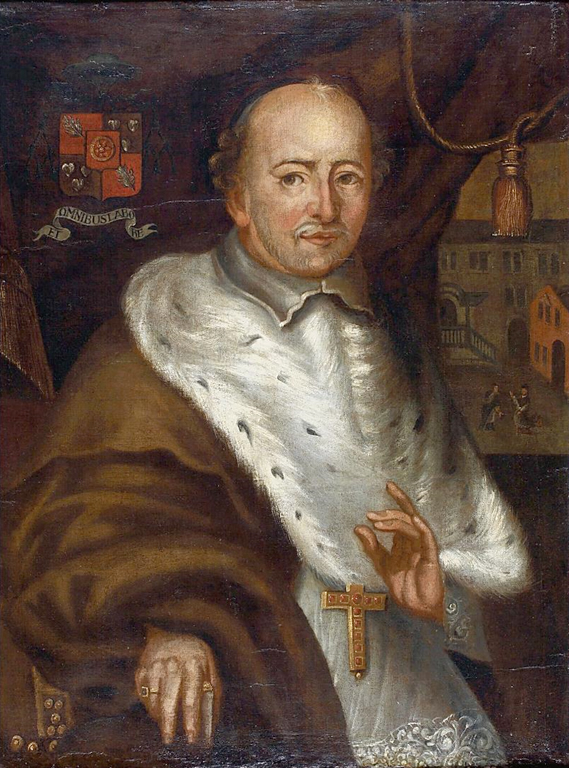
Guillaume Herincx

Judocus II foi comerciante de tecidos e mestre tintureiro, além de por longos anos ter auxiliado a Igreja de St. Lambrecht na função de sacristão. Foi pai de Guillaume Herincx, o mais ilustre membro da família. Estudou em 's-Hertogenbosch e na Universidade de Louvain, onde dedicou-se aos clássicos e obteve o grau de Doutor em Filosofia. Ao fim do curso decidiu abraçar a vida religiosa, ingressando na Ordem dos Franciscanos. Em 1653 foi indicado professor de Teologia em Louvain, e após 15 anos de ensino recebeu o título de Lector Jubilate, equivalente a Doutor em Teologia. Foi ministro provincial duas vezes, definidor geral, comissário geral da Germânia Inferior, teólogo e autor de tratados, entre eles uma obra didática, Summa theologica scholastica et moralis (1660-1663), para uso nas escolas franciscanas, que segundo Servais Dirks teve uma recepção excepcionalmente favorável, mas De conscientia é tido como sua obra-prima, onde desenvolve os princípios da escola probabilística com o auxílio de argumentos de São Tomás de Aquino, São Boaventura, Santo Antônio e Duns Scotus. Foi nomeado bispo de Ypres em 1677, consagrado em 24 de outubro do mesmo ano em Bruxelas, mas faleceu antes de completar um ano de pontificado, período em que fez visitas pastorais e aliando-se aos Jesuítas combateu o Jansenismo. Após sua morte foi encontrada em seu quarto uma carta do papa dizendo que havia sido promovido a cardeal. Hoje é lembrado como um dos mais influentes teólogos dos Países Baixos.
Outros a lembrar foram Hendrik-Franchois, senhor de Tilburg, e Johan, senhor de um feudo, conselheiro de Helmond em 1672 e burgomestre em 1685. A família teve uma tumba na Catedral de St. Jan com inscrições e brasão gravados, e três casas que lhes pertenceram são Monumentos Nacionais.
O ramo francês também foi notório. Louis foi comerciante e banqueiro em Paris no início do século XVIII. Jan, filho de Anthonis de 's-Hertogenbosch, foi burguês de Paris, comerciante e banqueiro e emprestou 3 milhões de libras ao rei da França. Casou com Elisabeth Olivier van Backhuysen e foi pai de Jacques-Antoine Herincx, abade, prior-comendador e senhor de Ligny-sur-Canche. Seu parente próximo Évrard-Olivier foi advogado do Parlamento. Catherine-Antoinette Herincx, filha de Jan, casou com Alexandre Mandat, escudeiro e conselheiro do rei da França, mestre das Contas em 1670, sendo mãe de Catherine, pensionária no Mosteiro Real de São Luís em Poissy; Jeanne, casada com François Boula, escudeiro e conselheiro do rei, tesoureiro da Escuderia Real e senhor de Quincy, Charny e Montgodefroy; Alexandre, mosqueteiro do rei, mestre ordinário das Contas e conselheiro do rei, e Galliot, escudeiro, conselheiro do Parlamento, embaixador em Viena, e em recompensa por seus bons serviços recebeu os senhorios de Pins, Berny e Lanvin; depois foi nomeado mestre ordinário das Petições da Casa Real, membro do Grande Conselho e feito barão de Nully.
Em tempos recentes se destacou Raimund Herincx (1927- 2018), filho de Florent, um alfaiate que se mudou para a Inglaterra depois da II Guerra Mundial. Ganhou grande fama como baixo-barítono operístico, interpretando uma larga gama de caracteres, mas foi aclamado especialmente pelos seus papéis de vilão, entre eles o conde Almaviva, em As Bodas de Figaro (Mozart), Pizarro, em Fidelio (Beethoven), Scarpia, na Tosca (Puccini), e Mefistófeles no Fausto (Gounod). Também foi muito aplaudido como Wotan, no Anel dos Nibelungos (Wagner), e como o Barão Prus na estréia britânica de The Makropulos Affair (Janáček), sob a regência de Charles Mackerras, em 1964, e em seus papéis em peças contemporâneas, como o de Segura em Our Man in Havana (Malcolm Williamson), Faber em The Knot Garden (Michael Tippett), White Abbot em Taverner (Peter Maxwell Davies) e o Governador em We Come to the River (Hans Werner Henze). Entre suas melhores gravações estão Oedipus Rex de Stravinsky, Les Contes d’Hoffmann de Offenbach e The Midsummer Marriage de Michael Tippett. Estreou obras de William Walton, Tippett, Vaughan Williams, Elgar and Britten. Gravou obras pouco conhecidas do público, como as óperas The Pilgrim's Progress e Sir John in Love de Vaughan Williams, The Olympians de Arthur Bliss e Koanga de Delius. Por mais de dez anos foi o barítono principal da Ópera Nacional de Gales e da Sadler's Wells Opera. Lecionou por 30 anos na Scotland Music School de Aberdeen, no Trinity College e na Royal Academy of Music de Londres, e também deu aulas em Cardiff e nos Estados Unidos. Com sua esposa Astra Blair, também cantora de ópera, dedicou-se intensamente à ajuda a crianças com necessidades especiais, criando uma centro de educação e uma fundação para angariar recursos.